# Sartilly
Sartilly – miejscowość i dawna gmina we Francji, w regionie Normandia, w departamencie Manche. W 2013 roku jej populacja wynosiła 1613 mieszkańców. 
W dniu 1 stycznia 2016 roku z połączenia pięciu ówczesnych gmin – Angey, Champcey, Montviron, La Rochelle-Normande oraz Sartilly – utworzono nową gminę Sartilly-Baie-Bocage. Siedzibą gminy została miejscowość Sartilly. 